# 瓦爾邁爾 (伊利諾伊州)
瓦爾邁爾（英語：Valmeyer）是位於美國伊利諾伊州門羅縣的一個村落。

## 地理
瓦爾邁爾的座標為38°18′00″N 90°18′30″W / 38.30000°N 90.30833°W，而該地最高點為海拔高度224米（即735英尺）。

## 人口
根據2010年美國人口普查的數據，瓦爾邁爾的面積為8.98平方千米，當中陸地面積為8.84平方千米，而水域面積為0.14平方千米。當地共有人口1263人，而人口密度為每平方千米140人。